# كاترين والش
كاترين والش (بالإنجليزية: Catherine Walsh)‏ هي كاتِبة وشاعرة أيرلندية، ولدت في 1964 في دبلن في جمهورية أيرلندا.